# Gorno Paltchichté
Gorno Paltchichté (en macédonien Горно Палчиште ; en albanais Pallçishti i Epërm) est un village du nord-ouest de la Macédoine du Nord, situé dans la municipalité de Bogovinyé. Le village comptait 1356 habitants en 2002. Il est majoritairement albanais.

## Démographie
Lors du recensement de 2002, le village comptait :
- Albanais : 1 339
- Macédoniens : 1
- Autres : 16